# مقاطعة آشفيلد
آشفيلد (في اللغة الانكليزية: Ashfield /ˈæʃˌfiːld/ ) هي مقاطعة غرب نوتينغهامشير، إنجلترا. بلغ عدد سكان أشفيلد 127200 في عام 2018. المنطقة في الغالب حضرية وتحتوي على أجزاء من منطقة نوتنغهام الحضرية ومنطقة مانسفيلد الحضرية. توجد ثلاث مدن في المنطقة. ساتون إن آشفيلد وكيركبي إن آشفيلد وهوكنال.

## التاريخ
شلكت المقاطعة في 1 أبريل 1974، بموجب قانون الحكومة المحلية لعام 1972، من خلال دمج المناطق الحضرية في هوكنال وكيركبي ان اشفيلد وساتون ان اشفيلد وأجزاء من مقاطعة باسفوود رورال، وهذه الاجزاء هي كل من أنيسلي وفيلي وسيلستون.
انتقلت جميع الإدارات في ربيع عام 1986 باستثناء دايركت وركس، إلى مكاتب مبنية لهذا الغرض في وسط كيركبي ان اشفيلد. توفر هذه المكاتب أماكن إقامة مدنية للأعضاء، جنبًا إلى جنب مع غرفة المجلس وغرفتي لجان. تم الحفاظ على مكاتب المقاطعة في طريق واتنال وهوكنال وشارع فوكس وساتون ان اشفيلد لتلبية مسائل الإسكان والإيصالات النقدية على أساس محلي.

## السياسة
تُجرى انتخابات المنطقة كل 4 سنوات، حيث يوجد حاليًا 35 عضوًا من 23 دائرة انتخابية.
في عام 2020، غادر اثنان من حزب آشفيلد المستقلون ويجلسان الآن كمستقلين غير منحازين وتوفي آخر من هذا الحزب، وهو المستشار أنتوني بروير، رئيس المجلس في أبريل 2020، تاركًا مقعده شاغرًا. 
| سنة  | حزب العمال | آشفيلد المستقلون | حزب المحافظين | الحزب الديمقراطي الليبرالي | مستقل |
| ---- | ---------- | ---------------- | ------------- | -------------------------- | ----- |
| 2011 | 24         | 0                | 1             | 6                          | 1     |
| 2015 | 22         | 0                | 4             | 5                          | 2     |
| 2019 | 2          | 30               | 3             | 0                          | 0     |
| 2020 | 2          | 27               | 3             | 0                          | 2     |

## المستوطنات
أكبر المستوطنات هي ساتون إن آشفيلد. تشمل البلدات والقرى الأخرى في المنطقة ما يلي:
- أنيسلي
- أنيسلي وودهاوس
- هوكنال
- هوثويت
- جاكسدال
- كيركبي إن آشفيلد
- سيلستون
- سكيجبي
- ساتون إن أشفيلد
- ستانتون هيل
- تيفرسال
- أندروود

## روابط خارجية
- مجلس مقاطعة أشفيلد